# Xenisthmus polyzonatus
Xenisthmus polyzonatus är en fiskart som först beskrevs av Klunzinger, 1871.  Xenisthmus polyzonatus ingår i släktet Xenisthmus och familjen Xenisthmidae. Inga underarter finns listade i Catalogue of Life.